# Комендор

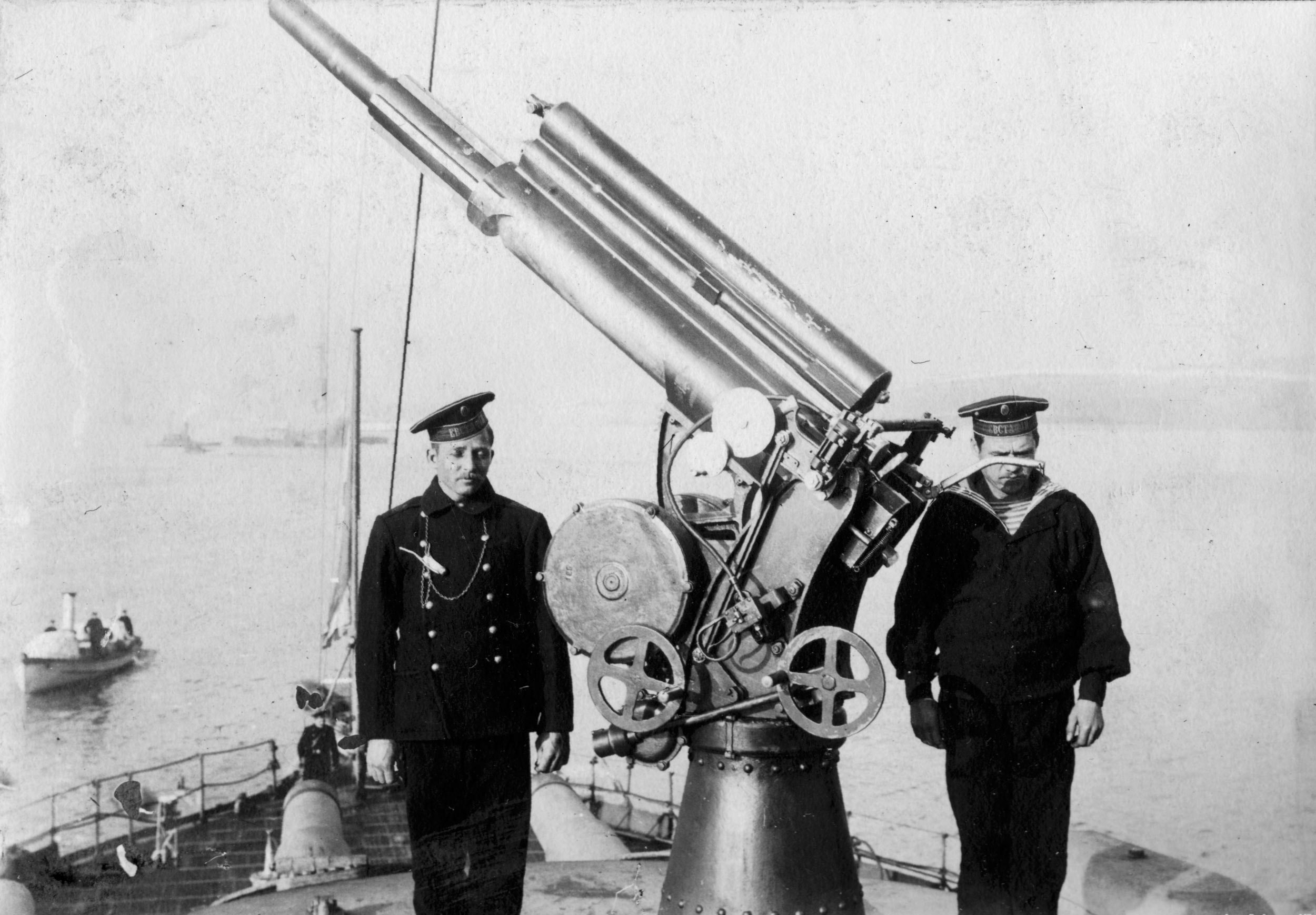
Комендори «Євстафія»

Комендо́р — матрос-артилерист в російському військово-морському флоті. Слово походить від англ. commander (командер) в його другому значенні: унтер-офіцер, який розпоряджається яким-небудь з'єднанням або технічним пристроєм (напр., gun commander — командир гармати). Колишні словники іноземних слів часто пояснювали слово комендор саме так: старший з обслуги при гарматі на військовому судні; старший артилерійський прислужник у флоті, відзначаючи його англійське походження. У збройних силах США, в корпусі морської піхоти, існують звання, які традиційно перекладаються[джерело?] на українську з вживанням терміна комендор: комендор-сержант (Gunnery Sergeant)[відсутнє в джерелі] та майстер-комендор-сержант (Master Gunnery Sergeant)[відсутнє в джерелі].
У російському флоті до 1917 року слово комендор було званням матроса, спеціально підготовленого для виконання артилерійських обов'язків. Існували звання: комендор і старший комендор. Старший (перший) комендор розпоряджався наведенням гармати і пострілом, комендор (другий комендор) завідував при гарматі клином і підйомним гвинтом. Готували комендорів у спеціальній школі в складі навчальної артилерійської команди.